# Aleksander Dobrzański (poslanec)
Aleksander Dobrzański (1812 – 15. září 1866 Jurowce) byl rakouský řeckokatolický duchovní a politik polské národnosti z Haliče, během revolučního roku 1848 poslanec Říšského sněmu, v 60. letech 19. století poslanec rakouské Říšské rady.

## Biografie
Během revolučního roku 1848 se zapojil do veřejného dění. Ve volbách roku 1848 byl zvolen na ústavodárný Říšský sněm. Zastupoval volební obvod Sanok. Profesí se tehdy uváděl coby řeckokatolický farář. Patřil k sněmovní levici.
V 60. letech se s obnovou ústavního systému vlády zapojil opět do vysoké politiky. V zemských volbách byl zvolen na Haličský zemský sněm, kde zastupoval kurii velkostatkářskou. Zemským poslancem byl až do své smrti roku 1866. Působil také coby poslanec Říšské rady (celostátního parlamentu Rakouského císařství), kam ho delegoval Haličský zemský sněm roku 1861 (Říšská rada tehdy ještě byla volena nepřímo, coby sbor delegátů zemských sněmů). V restříku poslanců pro zasedání Říšské rady od roku 1864 se již neuvádí. V době svého působení ve vídeňském parlamentu byl uveden jako rytíř Alexander von Dobrzanski, řeckokatolický farář v obci Jurowce. Ačkoliv pocházel z řeckokatolické komunity, hlásil se k Polákům a na Říšské radě i zemském sněmu patřil do polského bloku.
Zemřel v září 1866.